# Далёковский сельсовет
Далёковский сельсовет — административная единица на территории Браславского района Витебской области Белоруссии. Административный центр — агрогородок Далёкие.

## Состав
Далёковский сельсовет включает 32 населённых пунктов:
- Аксютово — деревня
- Альбеновка — хутор
- Артемовичи — деревня
- Бальтишки — деревня
- Богданово — деревня
- Богдюны — деревня
- Богино — агрогородок
- Браславская Лука — деревня
- Верки — деревня
- Гайдуковщина — деревня
- Далёкие — агрогородок
- Даржели — хутор
- Дундовщина — деревня
- Жирнелишки — деревня
- Исаи — деревня
- Ковшенки — деревня
- Лусковщина — деревня
- Матеши — деревня
- Милашки — деревня
- Новая Лука — хутор
- Новодворище — деревня
- Сиповичи — деревня
- Ставрово — деревня
- Сташелишки — деревня
- Стуканы — деревня
- Товщина — деревня
- Устье — деревня
- Утинки — деревня
- Хвосты — деревня
- Черница — деревня
- Эйвидовичи — деревня
- Юрши — хутор